# Комбінована система розробки родовища
Комбінована система розробки родовища (англ. combined mining method, нім. kombiniertes Abbauverfahren n) — система розробки характерна комбінаціями елементів та ознак декількох систем. Цілями таких комбінацій є прагнення використати переваги одних систем або ж зменшити чи ліквідувати недоліки других.

## Загальний опис комбінованих систем розробки родовища

### Шахтний спосіб видобутку

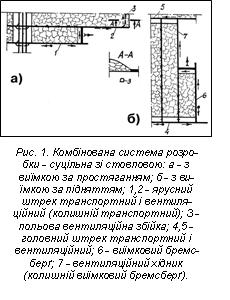

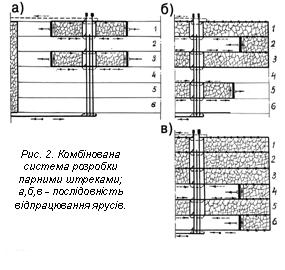

- При підземному способі використовується на потужних п о к л а д а х р у д різної міцності, у випадках, коли не може бути забезпечена їх ефективна розробка за допомогою однієї системи. При цьому поверх ділять на близькі за шириною камери, що регулярно чергуються, цілики і міжкамерні цілики, що мають в своєму розпорядженні довгу сторону вхрест простягання рудного тіла. Камери відпрацьовують знизу вгору в першу чергу, а цілики зверху вниз — у другу (після виїмки сусідніх камер). При підповерховій або поверховій виїмці можливі: обвалення одного-двох міжкамерних ціликів і стелин разом з днищем поверху, що лежить вище, на незаповнені камери і подальший випуск руди під обваленими гірських порід; обваленням міжкамерного цілика, а також стелин і випуск руди з подальшим відроблянням днища камери підповерховим обваленням; обвалення стелини на незаповнену камеру і випуск руди з подальшим відроблянням міжкамерного цілика підповерховим або шаровим обваленням. При виїмці камер системами з магазинуванням міжкамерні цілики відпрацьовують в оточенні замагазинованої руди пошаровим руйнуванням цілика зверху вниз або масового обвалення після ниж. підсічки. При виїмці камер з закладанням цілик, оточений з двох сторін закладним матеріалом, відпрацьовується шаровим або підповерховим обваленням. Об'єднання систем розробки камери і цілика розширює область використання кожної з систем і дозволяє отримати показники, недосяжні для окр. систем в даних умовах. При поєднанні систем з відкритим очисним простором на першій стадії з масовим обваленням у другій втрати і розубожування збільшені. Магазинування при виїмці камер з масовим обваленням ціликів знижує втрати і розубожування за рахунок більш сприятливих умов випуску обваленої руди. Закладка камер підвищує вилучення руди і знижує розубожування, особливо в тих випадках, коли відпрацювання міжкамерного цілика і стелини проводиться шаровим обваленням або з закладанням.

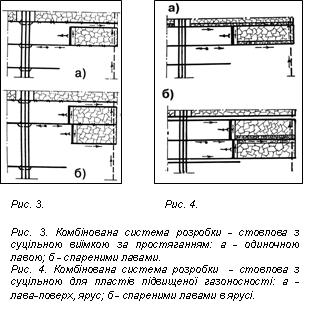

- У в у г і л ь н і й п р о м и с л о в о с т і найчастіше зустрічаються комбінації суцільних та стовпових систем розробки. Необхідно розрізняти комбінації суцільних зі стовповими і стовпових з суцільними. Критерієм віднесення до того чи іншого типу систем служить ознака розташування і підтримання транспортної виробки. Якщо вона проводиться одночасно з очисними роботами і зазнає їх впливу (ознаки суцільної системи), а вентиляційна проведена завчасно, підтримується в масиві вугілля чи в зоні сталого гірничого тиску (ознаки стовпової системи), то це комбінація суцільної системи зі стовповою. І, навпаки, коли транспортна виробка має ознаки стовпової системи, а вентиляційна суцільної, то це комбінація стовпової системи з суцільною. Основна мета комбінації суцільної системи розробки зі стовповою полягає в зменшенні обсягу проведення виїмкових виробок за рахунок їх повторного використання. Переваги: прямоточне провітрювання дільниці, унеможливлення витоку повітря через вироблений простір, а також стабільність депресії, оскільки довжина шляху руху повітря залишається незмінною (рис. 1). До комбінованих систем розробки належить і система парних штреків (рис. 2), суть якої полягає в тому, що непарні яруси панелі відпрацьовують суцільною системою розробки, а парні — стовповою. У перший період виїмку ведуть в 1-му і 3-му ярусах за суцільною системою (а), завдяки чому при підході до межі панелі в 2-му ярусі оконтурюється довгий стовп за простяганням. На межі панелі проводять розрізну піч і відробляють стовп до бремсбергу чи похилу за стовповою системою. Одночасно відробляють 5-й ярус суцільною системою і підтримують транспортний штрек відробленого 3-го яруса, а також проводять транспортний штрек 6-го яруса. У третій період відробляють за стовповою системою 4-й та 6-й яруси (в). Таким чином, в кожний період в панелі відробляють чотири лави. Переваги комбінованої системи розробки парними штреками: швидке введення в дію очисних вибоїв, зниження обсягу проведення виїмкових виробок, зменшення втрат вугілля за рахунок повної відсутності міжлавних ціликів та ін. Недоліки: висока трудомісткість робіт по підтриманню штреків, при зворотній виїмці, штреки на сполученні з лавами зазнають значного гірничого тиску, що підвищує імовірність обвалення порід. Умови застосування парних штреків: пласти потужністю до 1,2-1,3 м з боковими породами не нижче середньої стійкості. Комбіновані системи розробки стовпових з суцільними дозволяють: — забезпечити добрий стан транспортних виробок у масиві вугілля (рис. 3); — зменшити первинний обсяг проведення виробок при підготовці виїмкової дільниці; — поліпшити умови провітрювання дільниці і збільшити навантаження на очисний вибій за газовим фактором, що досягається прямоточним рухом повітря з направленням вихідного струменя на вироблений простір і її підсвіжуванням додатковим повітрям (рис. 4). При значному газовиділенні на дільниці, особливо з виробленого простору, такими системами вдається більш ніж в 2-2,5 рази підвищити навантаження на лаву порівняно зі стовповою системою розробки. На шахтах США і Канади широко розповсюджена комбінована камерно-стовпова система розробки, а при розробці потужних пластів у Кузбасі знаходить застосування комбінована система розробки з гнучким перекриттям.

- - СИСТЕМА РОЗРОБКИ РОДОВИЩА КОМБІНОВАНА З ГНУЧКИМ ПЕРЕКРИТТЯМ — суть систем цієї групи в тому, що потужний пласт поділяють на два похилих шари не однакової товщини. Верхній шар (монтажний) товщиною 1,3…1,8 м відробляється першими довгими стовпами за простяганням. По міру виймання вугілля на підошві шару монтують гнучке перекриття із металевих смуг та сіток. Нижній шар можна виймати різними системами розробки. Частіше використовують, як показано на рисунку, систему підповерхових штреків. Кожен підповерх похилою висотою до 12…15 м оконтурюють двома підповерховими штреками (транспортним та вентиляційним), проведеними біля підошви пласта, та двома горизонтальними хідниками з боку перекриття. Підповерхові штреки з'єднують через декілька метрів печами, а підповерхові штреки та хідники на транспортному і вентиляційному горизонтах збивають ортами. Вугілля на підповерсі виймають буропідривним способом в напрямку від межі поля до проміжного квершлаґу під захистом гнучкого перекриття, яке поступово опускається. Головна перевага системи — можливість розробки родовищ зі складними гірничогеологічними умовами. Недоліки — велика трудомісткість робіт, значні втрати вугілля (понад 30%), висока пожежонебезпека. Система застосовується для розробки пластів потужністю 6…12 м з кутами падіння понад 40о зі складним заляганням, але породи покрівлі повинні бути не нижче середньої стійкості, бо при слабших утруднюється монтаж гнучкого перекриття.

### Відкритий спосіб видобутку
При в і д к р и т о м у способі видобутку корисних копалин комбінована система розробки використовується в осн. на горизонтальних і пологих пластоподібних родовищах обмеженої потужності з м'якими або середньої міцності покриваючими породами, коли через недостатні розміри робочого обладнання або малої ємкості внутрішніх відвалів родовище неможливо відпрацьовувати тільки за однією безтранспортною або транспортно-відвальною системою з безпосереднім переміщенням порід у вироблений простір кар'єру. При проектуванні таких комбінованих систем розробки потужність розкривних порід по вертикалі розділяється на зони з таким розрахунком, щоб нижню зону можна було розробляти за безтранспортною або транспортно-відвальною системою з безпосереднім переміщенням породи у вироблений простір кар'єру, а верхню — за транспортною з перевезенням породи у внутрішні або зовнішні відвали. На сучасних кар'єрах застосовуються дек. варіантів комбінованої системи: безтранспортна система розробки на ниж. горизонтах, транспортна — на верхніх; трансп.-відвальна — на нижніх горизонтах і транспортна — на верхніх; безтранспортна — на нижніх горизонтах, трансп.-відвальна — на проміжних і транспортна на верхніх горизонтах.

## Використання комбінованих систем розробки родовища
Комбінована система розробки широко використовується на буровугільних кар'єрах Німеччини. Загальні переваги цієї системи: раціональне використання земельних площ, що відводять під кар'єрне поле; можливість рекультивації в процесі розробки покладу; мінімальні відстані для перевезення розкривних порід на відвали і висока продуктивність праці.